# Saint-Valérien (Yonne)
Pour les articles homonymes, voir Saint-Valérien.
Saint-Valérien est une commune française située dans le département de l'Yonne dans le nord de la région Bourgogne-Franche-Comté.

## Géographie

### Situation
Saint-Valérien se trouve dans le Gâtinais bourguignon, dans l'Est du Gâtinais qui couvre une partie des départements de l’Yonne, du Loiret et de Seine-et-Marne.
Sens est à 16 km à l'est et Nemours (Seine-et-Marne) à 31 km au nord-ouest.

### Transports
Saint-Valérien est sur la route D81 de Sens à Nemours (cette route devient la D225 en passant en Seine-et-Marne).
La gare la plus proche est Sens.
La sortie no 2 « Paron » de l'autoroute A19 (Orléans et régions Sud-Ouest et Ouest d'un côté, accès à Troyes par la A5 de l'autre) est à 9 km au sud-est sur Villeneuve-la-Dondagre. 
L'échangeur no 17 « Courtenay » avec l'autoroute A6 (sortie n° 3 pour la A19, Paris-Lyon et le Sud-Est) est à 15 km au sud. 

L’A5 (Melun-Sénart-Troyes et l’Est vers l’Europe) est accessible à 26 km au nord par la A19. 

La commune bénéficie donc d'une situation autoroutière et ferroviaire favorable qui la place à 1 h 30 de Paris en conditions de circulation normale.

### Hydrographie
L'Orvanne, appelé autrefois ruisseau de Saint-Blaise, prend sa source sur la commune au nord-est du bourg. Son eau très vive et abondante faisait tourner, à trois cents mètres en aval, le moulin de l'Écluse et un peu plus loin celui de la Grande Roue.
Le Lunain traverse le sud de la commune, et deux de ses petits affluents y prennent source : le fossé 01 des Mirons et le fossé 01 des Frégers.

### Climat
Pour des articles plus généraux, voir Climat de la Bourgogne-Franche-Comté et Climat de l'Yonne.
En 2010, le climat de la commune est de type climat océanique dégradé des plaines du Centre et du Nord, selon une étude du Centre national de la recherche scientifique s'appuyant sur une série de données couvrant la période 1971-2000. En 2020, Météo-France publie une typologie des climats de la France métropolitaine dans laquelle la commune est exposée à un climat océanique altéré et est dans la région climatique  Nord-est du bassin Parisien, caractérisée par un ensoleillement médiocre, une pluviométrie moyenne régulièrement répartie au cours de l’année et un hiver froid (3 °C). 
Pour la période 1971-2000, la température annuelle moyenne est de 10,7 °C, avec une amplitude thermique annuelle de 15,4 °C. Le cumul annuel moyen de précipitations est de 725 mm, avec 11,7 jours de précipitations en janvier et 7,8 jours en juillet. Pour la période 1991-2020, la température moyenne annuelle observée sur la station météorologique de Météo-France la plus proche, « Savigny-sur-Clairis », sur la commune de Savigny-sur-Clairis à 12 km à vol d'oiseau, est de 11,3 °C et le cumul annuel moyen de précipitations est de 732,3 mm. 
La température maximale relevée sur cette station est de 41,9 °C, atteinte le 25 juillet 2019 ; la température minimale est de −21 °C, atteinte le 16 janvier 1985,,. 
Les paramètres climatiques de la commune ont été estimés pour le milieu du siècle (2041-2070) selon différents scénarios d'émission de gaz à effet de serre à partir des nouvelles projections climatiques de référence DRIAS-2020. Ils sont consultables sur un site dédié publié par Météo-France en novembre 2022.

## Urbanisme

### Typologie
Au 1er janvier 2024, Saint-Valérien est catégorisée commune rurale à habitat dispersé, selon la nouvelle grille communale de densité à sept niveaux définie par l'Insee en 2022.
Elle est située hors unité urbaine et hors attraction des villes,.

### Occupation des sols
L'occupation des sols de la commune, telle qu'elle ressort de la base de données européenne d’occupation biophysique des sols Corine Land Cover (CLC), est marquée par l'importance des territoires agricoles (93,1 % en 2018), en diminution par rapport à 1990 (94 %). La répartition détaillée en 2018 est la suivante : 
terres arables (78,7 %), zones agricoles hétérogènes (14 %), forêts (4,2 %), zones urbanisées (2,8 %), prairies (0,3 %). L'évolution de l’occupation des sols de la commune et de ses infrastructures peut être observée sur les différentes représentations cartographiques du territoire : la carte de Cassini (XVIIIe siècle), la carte d'état-major (1820-1866) et les cartes ou photos aériennes de l'IGN pour la période actuelle (1950 à aujourd'hui).

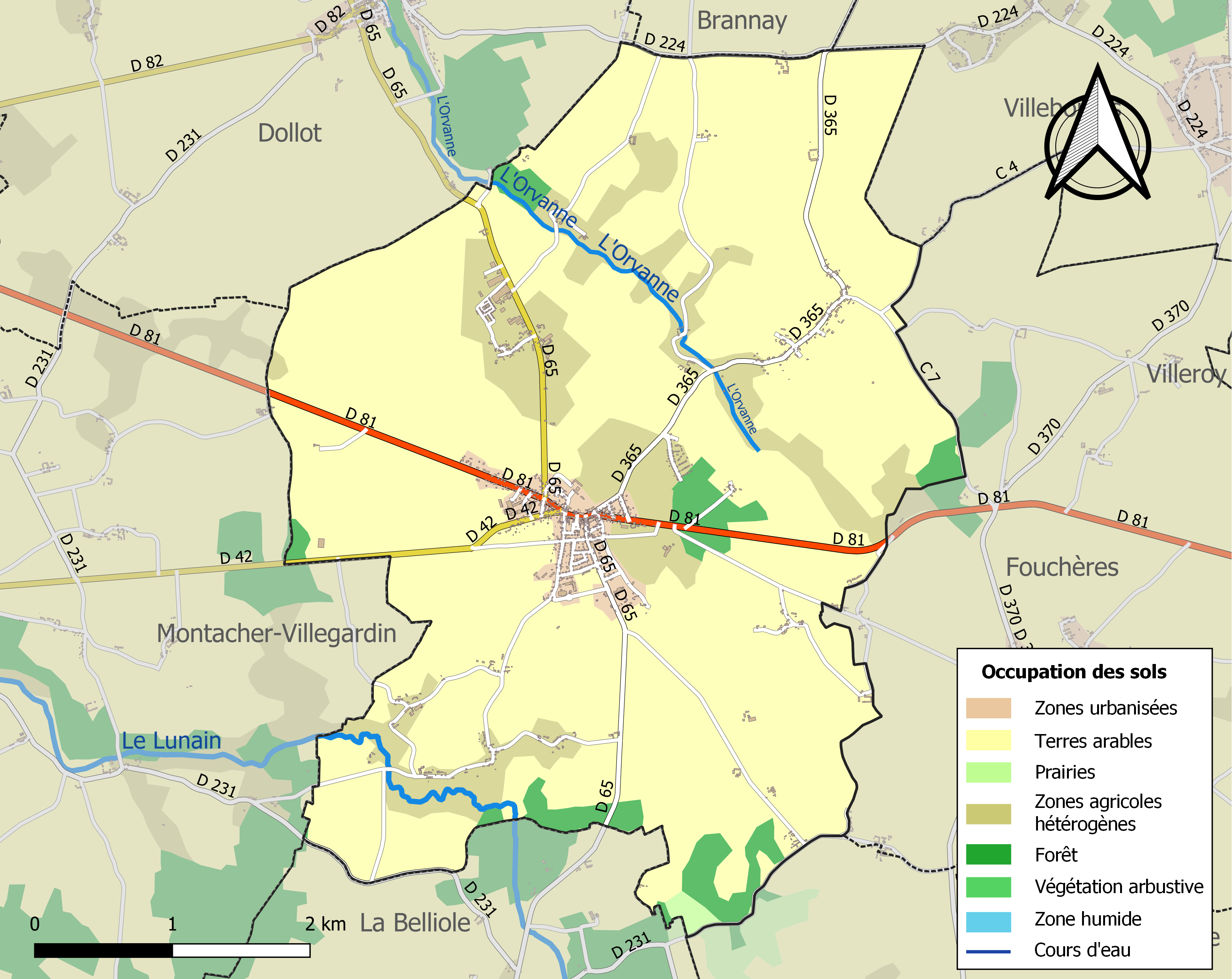
Carte des infrastructures et de l'occupation des sols de la commune en 2018 (CLC).

## Histoire

### Antiquité
Les fouilles archéologiques effectuées le long de la voie romaine de Sens à Orléans (« Chemin de César ») ont révélé l'existence d'une agglomération antique d'une vingtaine d'hectares à proximité du village actuel. Ce vicus de la cité des Sénons était doté d'une trame viaire orthogonale centrée sur cette voie romaine. L'habitat encadrait plusieurs temples et des thermes alimentés par un aqueduc. Les habitants semblent avoir exercé une activité métallurgique.

### Moyen-âge
La coutume de Lorris-Montargis a été rédigée le 15 septembre 1331, sous le règne de François Ier. Elle régissait la commune de Saint-Valérien, qui avait été représentée lors de cette rédaction par Pierre Gibault, vicaire du curé de Saint-Valérien et procureur mandaté par les habitants, et Jacques Philippe, représentant de Vincent du Puys, chevalier, maître de l'hôtel du Roi, seigneur de Saint-Valérien.
La seigneurie "Sanctus Valerianus" (nom en 1274) relevait autrefois du bailliage de Sens avait pour seigneur l'abbé des chanoines réguliers de Saint-Augustin, de l'ordre des Génovéfains. On ne sait pas à quelle date cette abbaye fut fondée. On ne connaît que le lieu qu'elle occupait : le fief de Briquemault, à un kilomètre du village en allant sur la route de Sens. La terre appartenait en 1518 à Pierre Dupuy qui la céda à la famille Dauvet. Nous la retrouvons en 1700, propriété de la famille Rérouart. Elle revint enfin à M. Douchin dont la fille épousa le marquis de Roquelaure. Sa vie s'acheva sur l'échafaud en 1794.
Le lieu-dit Coleuvrat était un fief particulier de la seigneurie de Nemours.

### Époque contemporaine
Au XIXe siècle il y avait une tuilerie au hameau le Champ d'Aulnaies (près de la commune de Fouchères à l'est)

## Politique et administration

### Liste des maires
| Période | Période  | Identité              | Étiquette | Qualité                                                |
| ------- | -------- | --------------------- | --------- | ------------------------------------------------------ |
|         |          | Maurice Montgermont   |           |                                                        |
|         |          | Jean Capel            |           |                                                        |
|         | 1941     | Georges Boully        |           |                                                        |
| 1945    | 1959     | Philippe de Raincourt | CNIP      | Sénateur (1948-1959)                                   |
|         |          | Jean-Pierre Goupillon |           |                                                        |
| 1977    | 2001     | Henri de Raincourt    | UDF       | Conseiller général (1980-2008) et sénateur (1986-2009) |
| 2001    | 2014     | Jean-Pierre Commun    |           |                                                        |
| 2014    | En cours | Jérôme Cordier        |           | Fonctionnaire                                          |

## Démographie
L'évolution du nombre d'habitants est connue à travers les recensements de la population effectués dans la commune depuis 1793. Pour les communes de moins de 10 000 habitants, une enquête de recensement portant sur toute la population est réalisée tous les cinq ans, les populations de référence des années intermédiaires étant quant à elles estimées par interpolation ou extrapolation. Pour la commune, le premier recensement exhaustif entrant dans le cadre du nouveau dispositif a été réalisé en 2005.

En 2022, la commune comptait 1 806 habitants, en évolution de +7,69 % par rapport à 2016 (Yonne : −1,95 %, France hors Mayotte : +2,11 %).
| 1793 | 1800 | 1806 | 1821 | 1831 | 1836 | 1841 | 1846 | 1851 |
| ---- | ---- | ---- | ---- | ---- | ---- | ---- | ---- | ---- |
| 862  | 882  | 915  | 808  | 886  | 893  | 926  | 980  | 979  |

| 1856 | 1861  | 1866  | 1872  | 1876  | 1881  | 1886  | 1891  | 1896  |
| ---- | ----- | ----- | ----- | ----- | ----- | ----- | ----- | ----- |
| 984  | 1 039 | 1 126 | 1 134 | 1 124 | 1 056 | 1 085 | 1 116 | 1 079 |

| 1901  | 1906  | 1911  | 1921 | 1926 | 1931 | 1936 | 1946 | 1954 |
| ----- | ----- | ----- | ---- | ---- | ---- | ---- | ---- | ---- |
| 1 013 | 1 027 | 1 046 | 891  | 883  | 870  | 846  | 815  | 758  |

| 1962 | 1968  | 1975  | 1982  | 1990  | 1999  | 2005  | 2006  | 2010  |
| ---- | ----- | ----- | ----- | ----- | ----- | ----- | ----- | ----- |
| 854  | 1 172 | 1 231 | 1 437 | 1 666 | 1 540 | 1 559 | 1 552 | 1 668 |

| 2015  | 2020  | 2022  | - | - | - | - | - | - |
| ----- | ----- | ----- | - | - | - | - | - | - |
| 1 677 | 1 750 | 1 806 | - | - | - | - | - | - |

## Lieux et monuments
- L'église Saint-Valérien réunit deux styles : le gothique du XIIIe siècle et le renaissance du XVIe siècle.
- Le presbytère, construit en 1834.
- Le château de Saint-Valérien a été reconstruit au début du XVIIIe siècle, sur les ruines d'un ancien château fort. On en voit encore les traces et les fossés mais les deux ailes qui lui donnaient un aspect grandiose ont été supprimées par un ancien propriétaire. Ce château appartenait au début du XIXe siècle à l'avoué Blaise Tripier, frère aîné de Nicolas Jean-Baptiste Tripier[26]. Il appartient actuellement à M. Henri de Raincourt.
- Le lavoir de Fontaines.
- Le lavoir des Mirons.
- L'Orvanne.
- Un monument marqué d'une croix de Lorraine, rappelle l'héroïsme des résistants lors de la dernière guerre.
- Le gué des Archers, dont le nom est peut-être lié à la bataille de Dormelles[27].

Le sentier de grande randonnée de Pays (GRP) « Tour de l'Orvanne » traverse la commune, reliant le GR 11 sur Villecerf au nord-ouest au GR 213 sur Égriselles-le-Bocage au sud-est.

## Paroisse de Saint-Valérien
La paroisse de Saint Valérien appartient au diocèse de Sens-Auxerre et regroupe sept villages : Saint-Valérien, Dollot, Brannay, Villebougis, Villeroy, Fouchères et La Belliole
Depuis 19 ans, c'est l'abbé Eugène Plater-Syberg qui a la responsabilité de cette paroisse.

## Autres cultes
Une mosquée est en construction à Saint-Valérien.

## Crèches et écoles, Restauration scolaire
- La Crèche - Halte-garderie
- L'école maternelle composée de trois classes : petits, moyens et grands.
- L'école primaire charles boulle composée de 5 classes : CP, CE1, CE2, CM1, CM2.
- Le collège du gâtinais en bourgogne composé de 24 classes : 7 classes de sixième, 6 classes de cinquième, 6 classes de quatrième, 5 classes de troisième. Il y a en tout 577 élèves.
- La Restauration scolaire  proche de  l'école maternelle pouvant accueillir 140 places en liaison froide.

## Personnalités liées à la commune
- Georges Boully (1877-1949), homme politique, parlementaire de la IIIe République ;
- Paul Cousin (1901-1980), banquier Président du club de l'amitié ;
- Henri de Raincourt (1948-), homme politique, sénateur et ancien ministre ;
- Philippe de Raincourt (1909-1959), homme politique, père du précédent ;
- Jackie Venon, cascadeur.
- Josette Thibaut, a gagné la médaille d'Or d'Athlétisme des Jeux Paralympiques d'été en 1968 à Tel-Aviv (Israël).

## Jumelages
- Rhaunen (Allemagne) depuis le 18 octobre 1970
- Drebach (Allemagne) depuis 1996

## Événements
- La ronde des 16 clochers[Quoi ?]

## Pour approfondir